# Simone del Pozzo
Simone del Pozzo (Castroreale, prima metà del XIV secolo – Roma, 1398) è stato un religioso e vescovo cattolico italiano.

## Biografia
Sin da giovane entrò nell'Ordine dei frati predicatori presso il convento di San Domenico di Messina, città da cui era originaria la sua famiglia. Dopo un periodo di studio e formazione, passò alcuni anni nei conventi di Palermo e Napoli e quindi, dopo un periodo in Francia, ad Avignone e Parigi (1363), ritornò a Napoli nel 1365 dove tenne la cattedra di teologia. 
Dopo pochi anni fu richiamato in Sicilia, dove divenne cappellano e consigliere di Federico III d'Aragona, e intorno al 1369 fu nominato inquisitore da Urbano V. In seguito alla deposizione del vescovo catanese Elia di Vaudron, il 17 dicembre 1378 Urbano VI lo nominò vescovo di Catania. Qui svolse una energica attività politica contro gli aragonesi, ma l'11 agosto del 1394 venne deposto da Bonifacio IX e fatto prigioniero dalle truppe aragonesi che avevano occupato Catania. La sua prigionia fu breve, perché nei primi giorni del 1396 venne reso libero, ma costretto all'esilio, lontano dalla città etnea. Restò per alcuni anni in Sicilia e intorno al 1398 si trasferì a Roma dove, infine, morì. Fu sepolto nella chiesa di Santa Maria sopra Minerva.